# Almrostöra
Almrostöra (Hymenochaete ulmicola) är en svampart som tillhör divisionen basidiesvampar, och som beskrevs av Corfixen och Erast Parmasto. Hymenochaete ulmicola ingår i släktet Hymenochaete, och familjen Hymenochaetaceae. Enligt den finländska rödlistan är arten nära hotad i Finland. Enligt den svenska rödlistan är arten sårbar i Sverige. Arten förekommer i Götaland. Artens livsmiljö är friska och torra lundskogar.